# Theodor Strübin

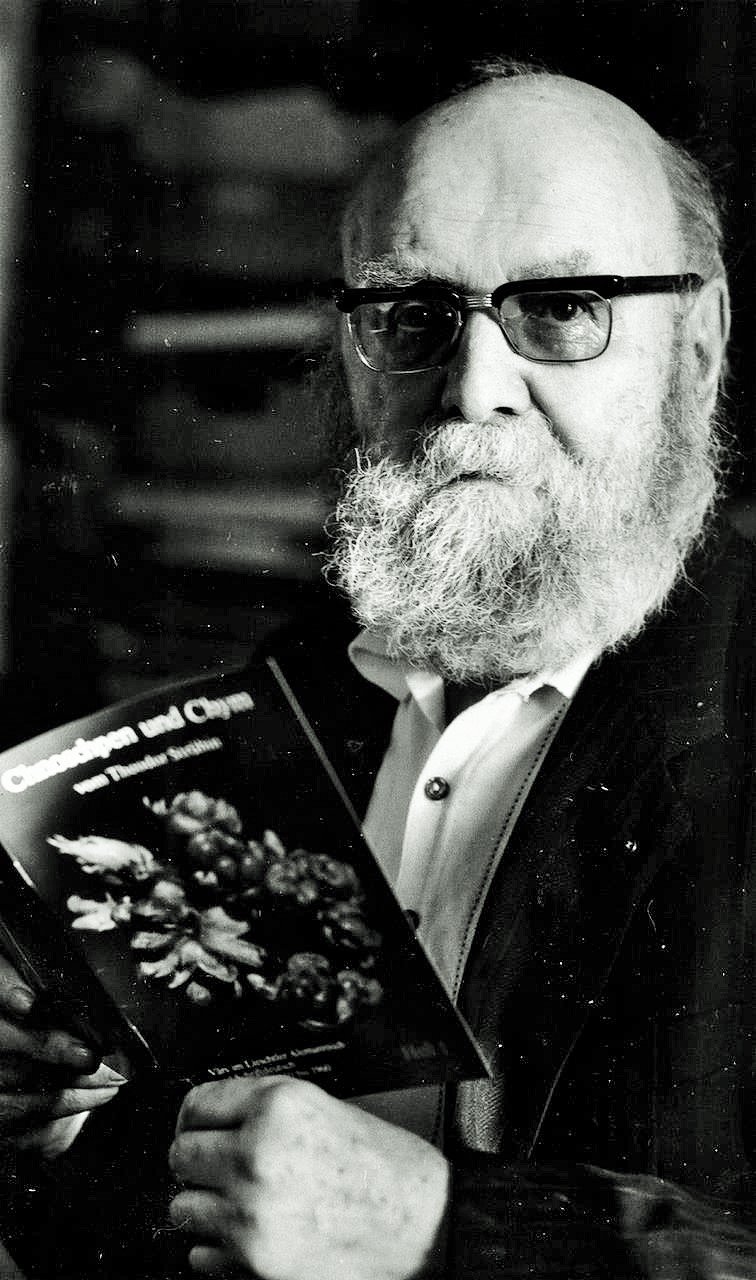
Theodor Strübin mit Gedichtband Chnospen und Chym

Theodor Strübin (* 7. April 1908 in Liestal, Kanton Basel-Landschaft; † 19. September 1988 in Arlesheim) war ein Schweizer Primarlehrer, Offizier, Archäologe, Lyriker und Fotograf.

## Leben
Strübin wuchs als Sohn des Geologen und Bezirkslehrers Karl Samuel Strübin und seiner Frau Alice Strübin als ältester von drei Brüdern in Liestal auf. Er besuchte die Volksschule in Liestal und die Obere Realschule in Basel. 1925 begann er mit dem Studium an der Evangelischen Lehranstalt in Schiers, wo er mit dem Lehrerpatent abschloss. 
Von 1929 bis 1958 wirkte er als Primarlehrer in Liestal und im Nebenamt als Berufsberater. Nach einer heilpädagogischen Zusatzausbildung betreute er von 1959 bis 1968 eine Sonderklasse. In seiner Freizeit widmete er sich verschiedenen Interessen: Er gründete und leitete die Pfadfinderabteilung Liestal, war ehrenamtlicher Präsident des Verkehrs- und Verschönerungsvereins Liestal, Vorstandsmitglied beim Schweizerischen Juraverein und Feuerwehrinstruktor.
In der Schweizer Armee absolvierte er die Ausbildung zum Milizoffizier und wurde Übermittlungsoffizier eines Brieftaubenzuges. Als passionierter Bergsteiger und SAC-Mitglied bildete er als Skiinstruktor Armeeangehörige im Hochgebirge aus. Strübin leistete im Zweiten Weltkrieg Aktivdienst als offizieller Bildreporter des Territorialkommandos Kreis 4. 
In seiner zweiten Lebenshälfte widmete er sich verstärkt der Ur- und Frühgeschichte und besuchte Vorlesungen an der Universität Basel. 1950 entdeckte er in Munzach bei Liestal den damals grössten römischen Gutshof der Nordwestschweiz, den er über mehrere Jahre mit seinen Schülern ausgrub. Er war Initiant mehrerer archäologischen Grabungen im Baselland und von 1961 bis 1971 kantonaler Grabungsleiter im Nebenamt. Seine öffentlichen Diavorträge machten in weitherum bekannt. 
Strübin war mit vielen Baselbieter Künstlern seiner Zeit befreundet und fotografierte auch ihre Werke. Oft war er bei Elisabeth Handschin zu Gast, die er auch wegen ihrer Dichtkunst bewunderte. So besass er einige Werke von ihr. Ihre Handschriften und Drucke von Theaterstücken und Prosa sowie die Korrespondenz u. a. mit Strübin sind im Staatsarchiv Basel-Land aufbewahrt. Kurz vor seinem Tod publizierte er «Chnoschpen und Chym», eine Auswahl seiner Gedichte in Mundart und Hochdeutsch.

## Heimat- und Altertumsforscher
Nach der Entdeckung des römischen Gutshofes von Munzach gründete Strübin die Munzachgesellschaft und den Baselbieter Heimatschutz. Als Heimat- und Altertumsforscher hielt er zu verschiedensten Themen (Kulturgeschichte, Römer) rund 1200 Lichtbildvorträge, bei denen er auf seine reiche Fotosammlung zurückgreifen konnte.

## Fotograf
Strübin begann sich im Lehrerseminar intensiv mit der Fotografie zu beschäftigen und blieb dieser Leidenschaft sein Leben lang treu. Mit seiner Kamera hielt er Themen wie Brauchtum, Alltagsleben der Kinder und Erwachsenen in der Stadt und der Bauern und wichtige Ereignisse fest. Seine Fotografien sind wichtige und unverfälschte Zeitdokumente. 
Als Fotograf erstellte er Bilderserien und führte Kameraexperimente durch, wodurch stimmungs- und kunstvolle Fotos entstanden. Ab 1938 benutzte er auch Farbdiafilme. Sein Werk umfasst rund 25.000 Dias, Negative und Papierbilder. Der 1988 vom Kantonsmuseum Baselland übernommene Nachlasses wurde ab 1995 von Barbara Rebmann, der Dokumentalistin des Fundstellenarchivs der Archäologie Baselland und Betreuerin der umfangreichen Foto- und Diasammlungen des Museums Baselland, gesichtet, archiviert und digitalisiert.

## Schriften (Auswahl)
- mit Fritz Klaus, Peter Moeschlin, Heinrich Schellenberg, Edith Rausser: Baselland zwischen Strom und Berg. Edition Générales, Genf 1959.
- mit Fritz Pümpin, Karl Heid: Die Ödenburg. Baselbieter Heimatbuch Nr. 11, Liestal 1969.
- Chnoschpen und Chym. Värs im Lieschtler Alemannisch und Schriftdeutsch gschriibe vo 1950 bis 1960, Heft 1. Liestal 1987.
- Chnoschpen und Chym. Värs und Gschichte im Lieschtler Alemannisch und uf Schriftdütsch. Heft 2. Dornach 1989.

## Fotoausstellung
- 1996 wurde die einjährige Sonderausstellung Zeitbilder – Das Fotoarchiv des Theodor Strübin im  Kantonsmuseum Baselland eröffnet.